# Aldo Cavalli
Aldo Cavalli (né le 18 octobre 1946) est un prélat italien de l'Église catholique, entré au service diplomatique du Saint-Siège en 1979 et nonce apostolique de 1996 à 2021. En novembre 2021, il devient visiteur apostolique de Međugorje. Il est archevêque depuis 1996.

## Biographie
Cavalli est né à Lecco, en Italie, le 18 octobre 1946. Le 18 mars 1971, il est ordonné prêtre à Bergame. Il enseigne ensuite la littérature pendant plusieurs années dans un séminaire tout en étudiant les sciences politiques et les sciences sociales. En 1975, il entame des études de diplomatie à l'Académie pontificale ecclésiastique. Il y étudie le droit canon et la théologie et obtient un diplôme en sciences politiques.
Cavalli rejoint le service diplomatique du Saint-Siège le 15 avril 1979 et remplit des missions au Burundi, Angola (en) et Sao Tomé-et-Principe (en), Chili (en), Colombie (en), Libye, et Malte. Cavalli est nommé délégué apostolique en Angola, nonce apostolique à São Tomé et Principe, et archevêque titulaire de Vibo (de) le 2 juillet 1996 par le Pape Jean-Paul II. Il reçoit sa consécration épiscopale du cardinal Angelo Sodano le 26 août avec comme co-consécrateurs Roberto Amadei (it) et Angelo Paravisi (it). Son titre en Angola devient nonce apostolique le 1er septembre 1997.
Le 28 juin 2001, le pape Jean-Paul II le nomme nonce apostolique au Chili (en).
Le 29 octobre 2007, le pape Benoît XVI le nomme nonce apostolique en Colombie (en). En avril 2011, il se prononce contre la proposition de loi colombienne visant à légaliser l'adoption d'enfants par des couples de même sexe.
Le 16 février 2013, Benoît XVI le nomme nonce apostolique à Malte, et le 13 avril Pape François ajoute les responsabilités de nonce apostolique en Libye.
Le 21 mars 2015, le Pape François le nomme nonce apostolique aux Pays-Bas (en),. Le 3 juillet 2015, il a présenté ses lettres de créance en tant qu'ambassadeur extraordinaire et plénipotentiaire auprès de l'Organisation pour l'interdiction des armes chimiques.
Le 27 novembre 2021, le Pape François le nomme visiteur apostolique spécial de la paroisse de Medjugorje.

## Généalogie épiscopale et succession apostolique
La généalogie épiscopale est :
- Cardinal Scipione Rebiba
- Cardinal Giulio Antonio Santori
- Cardinal Girolamo Bernerio, O.P.
- Archevêque Galeazzo Sanvitale
- Cardinal Ludovico Ludovisi
- Cardinal Luigi Caetani
- Cardinal Ulderico Carpegna
- Cardinal Paluzzo Paluzzi Altieri degli Albertoni
- Papa Benoît XIII
- Papa Benoît XIV
- Pape Clément XIII
- Cardinal Marcantonio Colonna
- Cardinal Hyacinthe-Sigismond Gerdil, B.
- Cardinal Giulio Maria della Somaglia
- Cardinal Carlo Odescalchi, S.I.
- Vescovo Eugène de Mazenod, O.M.I.
- Cardinal Joseph Hippolyte Guibert, O.M.I.
- Cardinal François-Marie-Benjamin Richard
- Cardinal Pietro Gasparri
- Cardinal Clemente Micara
- Cardinal Antonio Samorè
- Cardinal Angelo Sodano
- Archevêque Aldo Cavalli

La succession apostolique est:
- Cardinal Fernando Natalio Chomalí Garib (2006)
- Évêque Francisco Antonio Ceballos Escobar (de), C.SS.R. (2010)
- Évêque Jaime Muñoz Pedroza (es) (2010)
- Évêque Froilán Tiberio Casas Ortíz (es) (2012)
- Cardinal Luis José Rueda Aparicio (2012)